# Ectamenogonus
Ectamenogonus là một chi bọ cánh cứng trong họ 
Elateridae.
Chi này được miêu tả khoa học năm 1893 bởi Buysson.

## Các loài
Các loài trong chi này gồm:
- Ectamenogonus bispinicollis (Miwa, 1929)
- Ectamenogonus dundai Schimmel, 2003
- Ectamenogonus ingridae Schimmel, 1999
- Ectamenogonus lehmanni Schimmel, 1999
- Ectamenogonus matobai (Kishii, 1973)
- Ectamenogonus melanotoides (Reitter, 1891)
- Ectamenogonus montandoni (Buysson, 1888)
- Ectamenogonus plebejus (Candèze, 1873)
- Ectamenogonus robustus (Kishii, 1966)
- Ectamenogonus rufivellus (Candèze, 1893)
- Ectamenogonus russicus Gurjeva, 1972
- Ectamenogonus schoedei Schimmel, 1999
- Ectamenogonus takumii Kishii, 2006
- Ectamenogonus tenebricosus Schimmel, 2003
- Ectamenogonus umber (Bates, 1866)
- Ectamenogonus yakuensis (Ôhira, 1970)